# 10057 L'Obel
10057 L'Obel este un asteroid din centura principală de asteroizi.

## Descriere
10057 L'Obel este un asteroid din centura principală de asteroizi. A fost descoperit pe 11 februarie 1988 la Observatorul La Silla de Eric Walter Elst. El prezintă o orbită caracterizată de o semiaxă mare de 2,37 ua, o excentricitate de 0,14 și o înclinație de 4,0° în raport cu ecliptica.